# Bohdan Mel'nyk
Bohdan Olehovyč Mel'nyk (in ucraino Богдан Олегович Мельник?; 4 gennaio 1997) è un calciatore ucraino, centrocampista del Fehérvár.

## Carriera

### Club
Ha giocato nella massima serie dei campionati ucraino e ungherese.

### Nazionale
Ha giocato nelle nazionali giovanili ucraine Under-16 ed Under-19.